# Zoo (Fernsehserie)
Zoo ist eine US-amerikanische Fernsehserie, die auf dem gleichnamigen Roman von James Patterson und Michael Ledwidge basiert. Produziert wurde die Serie ab 2015 von Midnight Radio, Tree Line Film, James Patterson Entertainment in Zusammenarbeit mit CBS Television Studios für den US-Sender CBS. Im Mittelpunkt der Serie steht ein Aufstand der Tiere, die sich gegen die Menschheit verschwören. Die Erstausstrahlung in den Vereinigten Staaten erfolgte am 30. Juni 2015 auf CBS.
Im August 2016 verlängerte CBS die Serie um eine dritte Staffel, die vom 29. Juni 2017 bis zum 21. September 2017 ausgestrahlt wurde.
Am 23. Oktober 2017 wurde die Serie von CBS eingestellt. Sie endet mit einem Cliffhanger.
Die dritte Staffel im deutschen Free TV wurde ab dem 10. Januar 2018 auf dem Sender ProSieben ausgestrahlt. Die Einschaltquoten waren jedoch zu niedrig, weshalb man die letzten vier Folgen in das Nachtprogramm des Tochterunternehmens ProSieben Maxx verlegte.

## Handlung

### 1. Staffel
Tierangriffe auf Menschen haben immer mehr zugenommen. Dies hat auch der Biologe Jackson Oz erkannt, der glaubt, dass sich die gesamte Tierwelt gegen die Menschheit verbündet hat. Bereits sein Vater hatte diese Vermutung, ohne dass ihm jemand Glauben schenken wollte. In einem Safari-Camp in Botswana findet Oz gemeinsam mit seinem Freund und Kollegen Abraham Kenyatta einen von aggressiven Löwen überfallenen Land Rover mit der Überlebenden Chloe Tousignant. Gemeinsam machen sie sich auf die Suche nach der Ursache des unnatürlichen Verhaltens der Löwen.
Gleichzeitig in Los Angeles: Die Journalistin Jamie Campbell hat die Vermutung, dass der Biotech- und Tierfutterkonzern Reiden Global etwas mit dem auffälligen Verhalten der Tiere zu tun hat, da zwei Löwen aus dem Zoo ausgebrochen sind und Jagd auf die Bewohner gemacht haben. Außerdem verschwinden in der Nachbarschaft plötzlich Katzen, weshalb sie sich an den Tierforscher Mitch Morgan wendet. Mit seiner Hilfe macht sie sich auf die Suche nach den plötzlich verschwundenen Hauskatzen. Zusammen finden sie die Katzen alle versammelt auf einem Baum, doch nachdem sie die zuständige Tierbehörde informiert haben, kehren die Katzen sofort wieder zu ihren Besitzern zurück, so dass Jamie und Mitch den Behörden nur noch einen leeren Baum zeigen können. An dieser Stelle kommt Jamie zum ersten Mal der Gedanke eines speziesübergreifenden Aufstands der Tiere.
Sie alle werden von einem ihnen bis dahin Unbekannten zusammengebracht und angestellt, um die Geschehnisse genauer zu analysieren und ein Gegenmittel zu finden. Der Unbekannte stellt sich im Verlauf der Serie als Mitarbeiter von Reiden Global heraus. Im weiteren Verlauf der Serie besuchen sie Orte tierischer Übergriffe und forschen an der Entwicklung eines Gegenmittels. Dabei finden sie heraus, dass die Futtermittel des Reiden-Global-Konzerns die Verhaltensveränderungen der Tiere ausgelöst haben, da sie mit der Mutterzelle (die Pflanzen resistenter gegen Krankheitserreger macht) gentechnisch verändert wurden.
Im Laufe der Serie bekommt das Team einen Teil der Mutterzelle von einem ehemaligen Mitarbeiter von Reiden Global, womit Dr. Morgan später das Heilmittel herstellen will, wobei sie ein verändertes Tier benötigen, das nicht von Reiden-Global-Produkten verseucht ist. Als sie in Zentralafrika einen nicht mit Reiden-Global-Produkten verseuchten Leoparden suchen und finden, wird Jackson kurz danach verwundet. Auf dem Weg ins Krankenhaus begegnen ihnen Leoparden und Löwen, die das Krankenhaus übernehmen. Der letzte Arzt im Krankenhaus lässt sie rein und lässt sich widerwillig darauf ein, Jackson zu operieren.
Jamie und Mitch versuchen in der Zwischenzeit das Heilmittel herzustellen. Abraham sucht nach einem Tier, an dem man das Mittel testen kann. Er findet einen angeketteten Hund, dessen Besitzer gerade dabei ist, ihn zu erschießen, wie es alle anderen im Dorf bereits getan haben. Abraham überzeugt ihn, ihm den Hund mitzugeben. Er stimmt zu und sie fangen den Hund ein. Das Heilmittel ist hergestellt und das Team spritzt es dem Tier. Es funktioniert allerdings nicht, weshalb sie es auf andere Weise versuchen. Sie verabreichen es ihm oral, spritzen also einen kleinen Teil in das Maul des Hundes, sodass er es schluckt. Auf diese Weise gerät das Mittel schneller ins Hirn. Es funktioniert. Allerdings ist die Mutterzelle, die man braucht, um das Mittel herzustellen, bei einem Leopardenangriff im Labor unbrauchbar geworden. Sie werden von einer Soldatentruppe gerettet und mit einem Flieger nach Washington D. C. gebracht. Unterwegs reißt das Dach ab und alle stürzen ab. Jamie wird von einem Mann aus dem Wasser gezogen und von ihm gepflegt.

### 2. Staffel
Da das Heilmittel wegen des fehlenden Leopardenjungen nicht reproduziert werden konnte, scheiterte es, die Tiere zu retten. Das Team trennte sich außerdem: Chloe arbeitet für eine staatliche Behörde, Jackson agiert im Hintergrund als Forscher, Abraham arbeitet als Fahrer, der Fahrgäste durch die von Tieren belagerten Städte sicher von A nach B fährt, Mitch hat sich nach dem Verlust von Jamie dem Alkohol hingegeben, letztere wird in Kanada von einem Ureinwohner gepflegt. Nachdem sie wiedererstarkt ist, stellt sie fest, dass das Grundstück komplett umzäunt ist, damit die Tiere nicht zur Gefahr werden. Über ein Satellitentelefon ruft sie schließlich Mitch an.
Das Team will Jamie abholen, allerdings haben die Tiere das Anwesen des Einheimischen gestürmt und diesen getötet, wobei Jamie in den naheliegenden Wald flüchten konnte. Das Team kann den Leoparden bergen, allerdings gibt es Spannungen zwischen Abraham und Mitch, da Letzterer nicht ohne Jamie wegfliegen will, Abraham ihn allerdings an der Suche hindert.
Wieder zurück in den USA müssen sie feststellen, dass es eine erneute Mutation gab und das Heilmittel keine Wirkung mehr zeigt. Jamie stößt derweil in den kanadischen Wäldern auf Logan, der gegen Bezahlung Jamie ausfindig machen sollte, dieses ihr gegenüber zuerst verschweigt. Überall tauchen auf der Welt weitere mutierte Tiere auf, die übernatürliche Fähigkeiten aufweisen. So haben sie eine Begegnung mit Ameisen, die die Elektrizität beherrschen oder einem Faultier, dass Erdbeben auslösen kann.
In Südamerika sollen sie einen Wissenschaftler finden, der ihnen bei der Erforschung eines neuen Heilmittels helfen soll. Ein mutierter Mensch tötet allerdings diesen und dessen Kampfkommando bis auf die Soldatin Dariella. Der mutierte Mann stellt sich als Janos Kovacs heraus, der ebenfalls wissenschaftlich in Südamerika unterwegs war. Zu seinem Unmut muss Jackson erkennen, dass er die gleiche Mutation aufweist und ihm ein ähnliches Schicksal blüht.
General Davies konnte durchsetzen, dass alle Tiere getötet werden und diese durch Neuzüchtungen ersetzt werden. Dieses will er durch ein spezielles Gas erreichen. Als das Team das Gas entwenden will, kommt Cloe dabei ums Leben. Sie können Jamie in Kanada ausfindig machen und nehmen sie und Logan, der zusammen mit Dariella das Team verstärkt, mit.
Das Team findet heraus, dass die Mutation erstmalig aufgrund der Röntgenforschung bereits vor über 100 Jahren auftrat und es sechs verschiedene mutierte Tierarten gab. Da Mitch nicht herausfinden kann, um was es sich bei der letzten Tierart handelt, kontaktiert er seinen Vater. Tatsächlich finden sie heraus, dass die letzte Tierart der Smilodon ist. Zwischenzeitlich muss Jackson seine Mutter töten, die mutiert ist. Mit Entsetzen stellt er fest, dass sein Vater dafür verantwortlich war. Später erfährt er, dass sein Vater noch lebt.
Robert Oz stößt zum Team dazu. Logan kann als Verräter enttarnt werden und wird von Jamie aus dem Flugzeug gestoßen. Sie erreichen die südamerikanische Insel Pangea, auf der die Säbelzahnkatzen leben. Über Jackson als Wirt und mit Hilfe des Kreislaufes seines Vaters, kann Mitch tatsächlich ein Heilmittel herstellen. Robert überlebt, wie er zuvor auch annahm, diesen Eingriff nicht. Nachdem Mitch, Jamie und Logan die Gene von den Tieren die die Erde neu bewohnen sollten vernichteten, gibt General Davies auf. Sein Leutnant Mansdale erschießt ihn daher, da er zwingend will, dass das Gas freigesetzt wird. Wie sich herausstellt, lebten auf der Insel alles Wissenschaftler, die als Ziel hatten, die Menschheit unfruchtbar zu machen.
Das Team wird nach der globalen Freisetzung des Gases gefangen genommen. Die Flucht gelingt ihnen, allerdings brechen dabei mutierte Tiere aus, die alle Wissenschaftler töten. Mitch opfert sich, dass das Team entkommen kann. Jackson kann sich erfolgreich heilen und auch der Hund von Mitch's Tochter und alle anderen Tiere werden geheilt.

### 3. Staffel
Gute zehn Jahre später: Abraham, der mittlerweile ein angesehener Wissenschaftler geworden ist und Dariella gehören zu den letzten Eltern der Welt. Gerade wird ihr Sohn Isaac von der Grundschule verabschiedet, als plötzlich Clementine bei ihnen auftaucht und behauptet, ihr Vater würde noch leben. Als sie von ihnen keine sofortige Hilfe erhält sucht sie Jamie auf, die immer noch im Besitz eines Flugzeugs ist. Über die Jahre hat sich das Team allerdings auseinander gelebt. Jamie begann die Wissenschaftler von der Insel Pangea und deren Mitwisser – die sich als Hirten bezeichnen, aufzuspüren und für ihre Taten zu bestrafen. So hält sie seit Jahren Mansdale gefangen. Jackson lebt unter dem Pseudonym Delan im Exil an der Westküste, die von Mutanten bedroht wird. Diese wird durch einen gigantischen Schutzwall vom Rest der USA getrennt, der bislang von Angriffen durch Hybriden weitgehend verschont blieb. Aufgrund der Bilder von Mitch, die Clementine Jamie zeigt, beschließt diese, die Suche nach Mitch zu erneuern.
Zur gleichen Zeit wird der in einem Becken im künstlichen Schlaf befindliche Mitch in Russland von Hirten erweckt. Eine junge blonde Frau, die sich als seine Tochter ausgibt gibt an, dass es sich um Mitglieder der IADG (International Animal Defense Group) handelt. Als Jamie und die echte Clementine auftauchen, kommt es zum Schusswechsel in dessen Folge die falsche Clementine stirbt. Derweil kommt es in einer der Stationen, wo Jackson lebt, zu einer Explosion, die seine Halbschwester Abigail auslöste. Darauf erscheint Logan, der nun ein Ordnungshüter ist, bei ihm und rät, Abigail ausfindig zu machen.
Zu diesem Zwecke schließt sich das Team wieder zusammen, an dessen Trennung Jamie aufgrund ihres Buches über die vorausgegangenen Ereignisse eine große Mitschuld trug. Mitch ist nicht begeistert davon, dass seine Tochter hauptsächlich bei seinem Vater aufwuchs und dass Logan und Jamie eine Beziehung unterhielten. Während sie ersten Mutanten DNA-Abstriche entnehmen erfahren alle, dass Clementine von einem Sam Parker Schwanger geworden ist. Außerdem entführt Reiden Global eine Vielzahl von Kindern, einschließlich Isaac, vorgeblich, um die Unfruchtbarkeit zu heilen.
Um ihren Sohn zurückzubekommen, handelt Dariella einen Tausch aus, da Reiden Global die schwangere Clementine haben will. Der Deal scheitert, da die Vorsitzende von Abigail erschossen wird. Allerdings werden die Kinder nach Abschluss der Forschungen von Abigail wieder freigelassen. Später nimmt Abigail Jackson gefangen und erforscht, wie bei den Kindern zuvor, dessen Gehirnströmungen, um dadurch die Mutanten mittels Funktürmen zu kontrollieren. Nachdem Mitch am Ende von Staffel 2 schwerst verletzt von Abigail gefunden wurde, wurde er in einem Heiltank geheilt und ihm mittels eines Microchips im Gehirn eine zweite Persönlichkeit mit all seinem Wissen, aber ohne jeden Skrupel und der Einstellung der Hirten implantiert. Als diese Persönlichkeit wird er von Abigail unter dem Namen Duncan kontrolliert. Unter diesem Pseudonym half er ihr unwissend, das Mutantenprojekt zu vervollständigen. Während der weiteren Reise erleidet Clementine Komplikationen mit ihrem ungeborenen Kind und braucht Blut von dem Vater, der allerdings auf der Seite von Abigail steht.
Nachdem Mutter und Kind gerettet wurde und Abigail schwer verletzt mit ins Flugzeug genommen wird, aktiviert Jamie erneut die Duncan-Persönlichkeit von Mitch, damit dieser Abigail tötet, da nur Abigail Duncan unter Kontrolle hat und er sich die Freiheit wünscht. Abigail hat sich jedoch ein Gerät implantiert, das sie wiedererweckt und daraufhin schießt sie alle Teammitglieder an. Nur Clementine, deren Baby Abigail haben will, und Sam, von dessen Anwesenheit an Bord sie nichts weiß, werden verschont, welche sich nach Abigails Flucht um die Verletzten kümmern.
Sie landen in Südkorea, nahe einem Nest der neuen Mutanten, und Max opfert sein Leben, als er die Filter im Flugzeug erneuert, damit die tödlichen Sporen, welche die Eier der Mutanten absondern, nicht ins Flugzeug dringen können. Das Team erreicht die größte Basis der Mauer zur Abwehr gegen die Mutanten. Mitch gelingt es, sämtliche Energie nur auf einen Sender in den USA zu konzentrieren, um die globale Mutantenflut zu verhindern. Nun strömen die Mutanten allerdings alle Richtung Schutzmauer.
Nach einem harten Kampf, konnten die Mutanten in die Flucht geschlagen werden. Vor dem Angriff bat Mitch Logan darum, Clementine und das neugeborene Baby von diesem Ort wegzubringen. Zwischenzeitlich erfuhr Jackson, dass Sam sein Sohn ist, den er für tot hielt. Der Konvoi von Logan wird von Abigail angegriffen und Clementines Baby entführt. Bis auf Clementine werden alle Soldaten inklusive Logan ermordet. Sie bekommen das Baby nur wieder, wenn sie die Mutanten durch den Schutzwall lassen. Daher reißt Jackson einen Teil der Mauer mit dem Flugzeug nieder.

## Produktion
Im Juli 2014 gab CBS eine erste Staffel der Serie Zoo in Auftrag, ohne zuvor eine Pilotfolge zu bestellen. Die Hauptrolle ging im November 2014 an James Wolk als Jackson Oz. Kurze Zeit später folgten ihm Nora Arnezeder, Billy Burke und Nonso Anozie in weiteren Hauptrollen. Die weibliche Hauptrolle ging im Januar 2015 an Kristen Connolly. Die Dreharbeiten zur Serie begannen im Januar 2015 in New Orleans.
Einen Tag vor der Premiere kritisierte PETA den Tierthriller, da der Fernsehsender „echte Wildtiere für die Dreharbeiten benutzt habe, obwohl der Sender den Tierschützern im Vorfeld das Gegenteil versprochen hatte“.

## Besetzung und Synchronisation
Die deutsche Synchronisation entstand unter der Dialogregie von Pierre Peters-Arnolds durch die Synchronfirma Cinephon Filmproduktions GmbH in Berlin. Die Dialog-Drehbücher wurden neben Pierre Peters-Arnolds von Katrin Kabbathas und Sabine Hinrichs geschrieben.

### Hauptbesetzung
| Rollenname                        | Schauspieler/in  | Hauptrolle | Nebenrolle            | Synchronsprecher/in |
| --------------------------------- | ---------------- | ---------- | --------------------- | ------------------- |
| Jackson Oz                        | James Wolk       | 1.01–3.13  |                       | Florian Hoffmann    |
| Jamie Campbell                    | Kristen Connolly | 1.01–3.13  |                       | Ilona Brokowski     |
| Abraham Kenyatta                  | Nonso Anozoie    | 1.01–3.13  |                       | Jan-David Rönfeldt  |
| Chloé Tousignant                  | Nora Arnezeder   | 1.01–2.05  |                       | Esra Vural          |
| Mitch Morgan                      | Billy Burke      | 1.01–3.13  |                       | Peter Flechtner     |
| Dariela Marzan                    | Alyssa Diaz      | 2.01–3.13  |                       | Leonie Dubuc        |
| Logan Jones/Edward Robert Collins | Josh Salatin     | 2.01–3.13  |                       | Michael Ernst       |
| Clementine Lewis                  | Gracie Dzienny   | 3.01–3.13  | 2.13                  |                     |
| Clementine Lewis                  | Madison Wolfe    |            | 1.05–1.09, 2.01, 2.13 | Sirah Tempel        |

### Nebendarsteller
| Rollenname                  | Schauspieler/in    | Nebenrolle                       | Synchronsprecher/in   |
| --------------------------- | ------------------ | -------------------------------- | --------------------- |
| Professor Robert Oz         | Ken Olin           | 1.01–1.03, 2.06–2.12, 3.06       | Pierre Peters-Arnolds |
| Gaspard Alves               | Henri Lubatti      | 1.02–1.03, 1.11                  | Sven Hasper           |
| Dr. Elizabeth Oz            | Bess Armstrong     | 1.02, 2.07                       | Heike Schroetter      |
| Delavenne                   | Carl Lumbly        | 1.03–1.12                        | Jörg Hengstler        |
| Evan Lee Hartley            | Marcus Hester      | 1.03–1.06                        | Matthias Deutelmoser  |
| Agent Ben Shaffer           | Geoff Stults       | 1.04–1.06                        | Nicolas Böll          |
| Audra Lewis                 | Anastasia Griffith | 1.05, 1.08–1.09                  | Melanie Hinze         |
| Clayton Burke               | Steven Culp        | 1.07–1.09                        | Stephan Hoffmann      |
| Ronnie „Dogstick“ Brannigan | Xander Berkeley    | 1.08–1.11                        | Holger Mahlich        |
| Ray Endicott                | Warren Christie    | 1.10–1.11                        | Tommy Morgenstern     |
| Amelia Sage                 | Jayne Atkinson     | 1.12–1.13                        | Liane Rudolph         |
| Eleanor                     | April Grace        | 2.01–2.03                        | Martina Treger        |
| Janos Kovacs                | Ryan Handley       | 2.01–2.03                        |                       |
| Greg Trotter                | Tom Butler         | 2.02–2.13                        | Thomas Kästner        |
| General Andrew Davies       | Peter Outerbridge  | 2.03–2.12                        | Bernd Vollbrecht      |
| Sgt. Mansdale               | Jason Cermak       | 2.04, 2.07, 2.10–2.13, 3.02–3.05 | Alexander Doering     |
| Allison Shaw                | Joanne Kelly       | 2.05–2.11                        | Katrin Zimmermann     |
| Max Morgan                  | Robin Thomas       | 2.09, 3.07–3.11                  | Klaus-Dieter Klebsch  |
| Leonid Ivankov              | Kristof Konrad     | 2.10–2.11                        |                       |
| Isaac Kenyatta              | Jesse Muhoozi      | 2.13–3.10                        |                       |
| Abigail                     | Athena Karkanis    | 3.01–3.13                        | Ranja Bonalana        |
| Tessa                       | Hilary Jardine     | 3.01–3.03, 3.05–3.06, 3.11–3.13  | Nicole Hannak         |
| Clementine-2                | Virginia Gardner   | 3.01–3.02                        |                       |
| Tad Larson                  | Lee Majdoub        | 3.02–3.07                        | Tim Sander            |
| Leanne Ducovny              | Sophina Brown      | 3.02–3.06                        | Daniela Thuar         |
| Henry Garrison              | Michael Hogan      | 3.07–3.13                        |                       |
| Sam Parker                  | Delon de Metz      | 3.09–3.13                        |                       |

## Ausstrahlung

### Vereinigte Staaten
Die Pilotfolge wurde am 30. Juni 2015 im Anschluss an Big Brother ausgestrahlt und erreichte dabei über 8 Millionen Zuschauer sowie ein Rating von 1,2 bei den 18- bis 49-Jährigen. Dies machte die Fernsehserie zur erfolgreichsten neuen Sommerserie 2015. Das erste Staffelfinale wurde am 15. September 2015 gezeigt.

### Deutschland
In Deutschland hatte sich ProSieben die Rechte an der Serie gesichert. Der Sender strahlte die erste Staffel vom 13. Januar 2016 bis 17. Februar 2016 in Doppelfolgen aus. Die zweite Staffel begann am 20. Februar 2017 auf ProSieben Maxx. Die dritte Staffel wurde (bis Folge 3.09) ab dem 10. Januar 2018 mittwochs als Doppelfolge von ProSieben im Abendprogramm und freitags von ProSieben Maxx als Wiederholung im Nachtprogramm ausgestrahlt. Die Folgen 3.10 bis 3.13 wurden nur noch von ProSieben Maxx als Doppelfolge im Nachtprogramm gesendet.
Alle drei Staffeln sind bei Amazon Prime & im iTunes Store als Stream bzw. Download käuflich verfügbar.

## Rezeption
Quotenmeter.de urteilte: „«Zoo» ist sichtlich daran interessiert, mit seiner Thematik anzuecken und sein Publikum, vielleicht sogar nachhaltig, wachzurütteln. Das gelingt den Machern vor allem in den ruhigen Momenten.“